# Quartinia signata
Quartinia signata är en stekelart som beskrevs av Schulthess 1929. Quartinia signata ingår i släktet Quartinia och familjen Masaridae. Inga underarter finns listade i Catalogue of Life.